# Friedhelm Grabe
Friedhelm Grabe (* 25. März 1931; † 1. März 2017) war ein deutscher Politiker (SED). Er war von 1984 bis 1990 stellvertretender Minister und Staatssekretär im Ministerium für Kultur der DDR.

## Leben
Grabe erlernte den Beruf des Schlossers. Er wurde Mitglied der Freien Deutschen Jugend (FDJ) und der Sozialistischen Einheitspartei Deutschlands (SED). Von 1952 bis 1958 war er Jugendklubhausleiter der FDJ in Brandenburg an der Havel. Danach studierte er Philosophie und Literatur und wurde 1968 zum Dr. phil. promoviert. Von 1967 bis 1982 fungierte er als Mitglied des Rates des Bezirkes Potsdam und Leiter der Abteilung Kultur. Gleichzeitig war er Abgeordneter des Bezirkstages Potsdam. Ein weiteres Studium am Institut für Gesellschaftswissenschaften schloss er als Diplom-Gesellschaftswissenschaftler ab. Von April 1982 bis März 1984 arbeitete er als 1. Stellvertreter des Direktors des Palastes der Republik. 
Im März 1984 wurde er zum stellvertretenden Minister für Kultur und im Oktober 1987 zum Staatssekretär im Ministerium für Kultur berufen. Diese Funktion übte er bis April 1990 auch in der Regierung Modrow aus. Anschließend leitete er bis September 1990 in der Regierung de Maizière die Abteilung I (Personalwesen, Rechtsfragen, Verwaltung) des Ministeriums für Kultur.
Grabe starb im Alter von 85 Jahren.

## Auszeichnungen
- 1978 Vaterländischer Verdienstorden in Bronze und 1989 in Silber
- 1978 Medaille für Verdienste im künstlerischen Volksschaffen der Deutschen Demokratischen Republik
- 1987 Ehrennadel der Domowina